# Xã Howland, Quận Trumbull, Ohio
Xã Howland (tiếng Anh: Howland Township) là một xã thuộc quận Trumbull, tiểu bang Ohio, Hoa Kỳ. Năm 2010, dân số của xã này là 19.106 người.